# Alisha Chinai
Alisha Chinai (Ahmedabad, 18 marzo 1965) è una cantante indiana.

## Discografia

### Album in studio
- 1985 – Jaadoo
- 1986 – Aah... Alisha!
- 1988 – Babydoll
- 1989 – Madonna
- 1990 – Kamasutra
- 1994 – Bombay Girl
- 1995 – Made in India
- 1998 – Om
- 1999 – Dil Ki Rani
- 2001 – Alisha